# Division I 1972-1973 (pallacanestro maschile)
La Division I 1972-1973 è stata la 41ª edizione del massimo campionato belga di pallacanestro maschile. La vittoria finale è stata ad appannaggio del Racing Anversa.

## Risultati

### Stagione regolare
|     | Squadra          | G  | V  | N | P  | PF | PS | Pt. | Qualificazione       |
| --- | ---------------- | -- | -- | - | -- | -- | -- | --- | -------------------- |
| 1.  | Racing Anversa   | 22 | 21 | 0 | 1  |    |    | 42  | girone finale        |
| 2.  | Racing Mechelen  | 22 | 14 | 1 | 7  |    |    | 29  | girone finale        |
| 3.  | BUS Lier         | 22 | 13 | 0 | 9  |    |    | 26  | girone finale        |
| 4.  | Brugge           | 22 | 11 | 1 | 10 |    |    | 23  | girone finale        |
| 5.  | Standard Liegi   | 22 | 11 | 0 | 11 |    |    | 22  | girone finale        |
| 6.  | Elite Gent       | 22 | 10 | 1 | 11 |    |    | 21  | girone finale        |
| 7.  | Athlon Ieper     | 22 | 10 | 0 | 12 |    |    | 20  | girone retrocessione |
| 8.  | Okapi Aalstar    | 22 | 10 | 0 | 12 |    |    | 20  | girone retrocessione |
| 9.  | Wilrijk          | 22 | 10 | 0 | 12 |    |    | 20  | girone retrocessione |
| 10. | Royal Anderlecht | 22 | 9  | 0 | 13 |    |    | 18  | girone retrocessione |
| 11. | Bavi Vilvoorde   | 22 | 9  | 0 | 13 |    |    | 18  | girone retrocessione |
| 12. | CEP Fleurus      | 22 | 2  | 1 | 19 |    |    | 5   | girone retrocessione |

### Girone retrocessione
|     | Squadra          | G  | V  | N | P  | PF | PS | Pt. | Qualificazione |
| --- | ---------------- | -- | -- | - | -- | -- | -- | --- | -------------- |
| 7.  | Royal Anderlecht | 32 | 16 | 1 | 15 |    |    | 33  |                |
| 8.  | Bavi Vilvoorde   | 32 | 16 | 0 | 16 |    |    | 32  |                |
| 9.  | Okapi Aalstar    | 32 | 15 | 1 | 16 |    |    | 31  |                |
| 10. | Athlon Ieper     | 32 | 14 | 1 | 17 |    |    | 29  |                |
| 11. | Wilrijk          | 32 | 14 | 0 | 18 |    |    | 28  | retrocesse     |
| 12. | CEP Fleurus      | 32 | 4  | 0 | 28 |    |    | 8   | retrocesse     |

### Girone finale
|    | Squadra         | G  | V  | N | P  | PF | PS | Pt. |
| -- | --------------- | -- | -- | - | -- | -- | -- | --- |
| 1. | Racing Anversa  | 32 | 28 | 0 | 4  |    |    | 56  |
| 2. | Brugge          | 32 | 19 | 2 | 11 |    |    | 40  |
| 3. | Racing Mechelen | 32 | 19 | 1 | 12 |    |    | 39  |
| 4. | BUS Lier        | 32 | 17 | 1 | 14 |    |    | 35  |
| 5. | Elite Gent      | 32 | 13 | 1 | 18 |    |    | 27  |
| 6. | Standard Liegi  | 32 | 13 | 0 | 19 |    |    | 26  |

| Division I 1972-1973     |
| ------------------------ |
| Racing Anversa 8º titolo |